# Rehbergtunnel
Der Rehbergtunnel ist ein Eisenbahntunnel durch das Eggegebirge zwischen Altenbeken und Bad Driburg-Langeland. Er hat eine Gesamtlänge von 1632 m und liegt in einer Höhe von etwa 305 m über NN. Der Rehbergtunnel liegt auf der Bahnstrecke Altenbeken–Kreiensen und ist zweigleisig ausgelegt.

## Geschichte

### Bau ab 1861

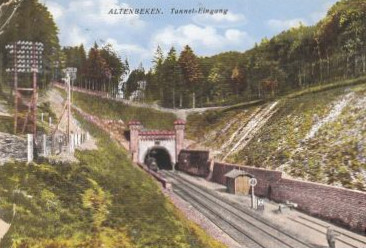
Rehbergtunnel, Westportal: Altenbeken, 1928

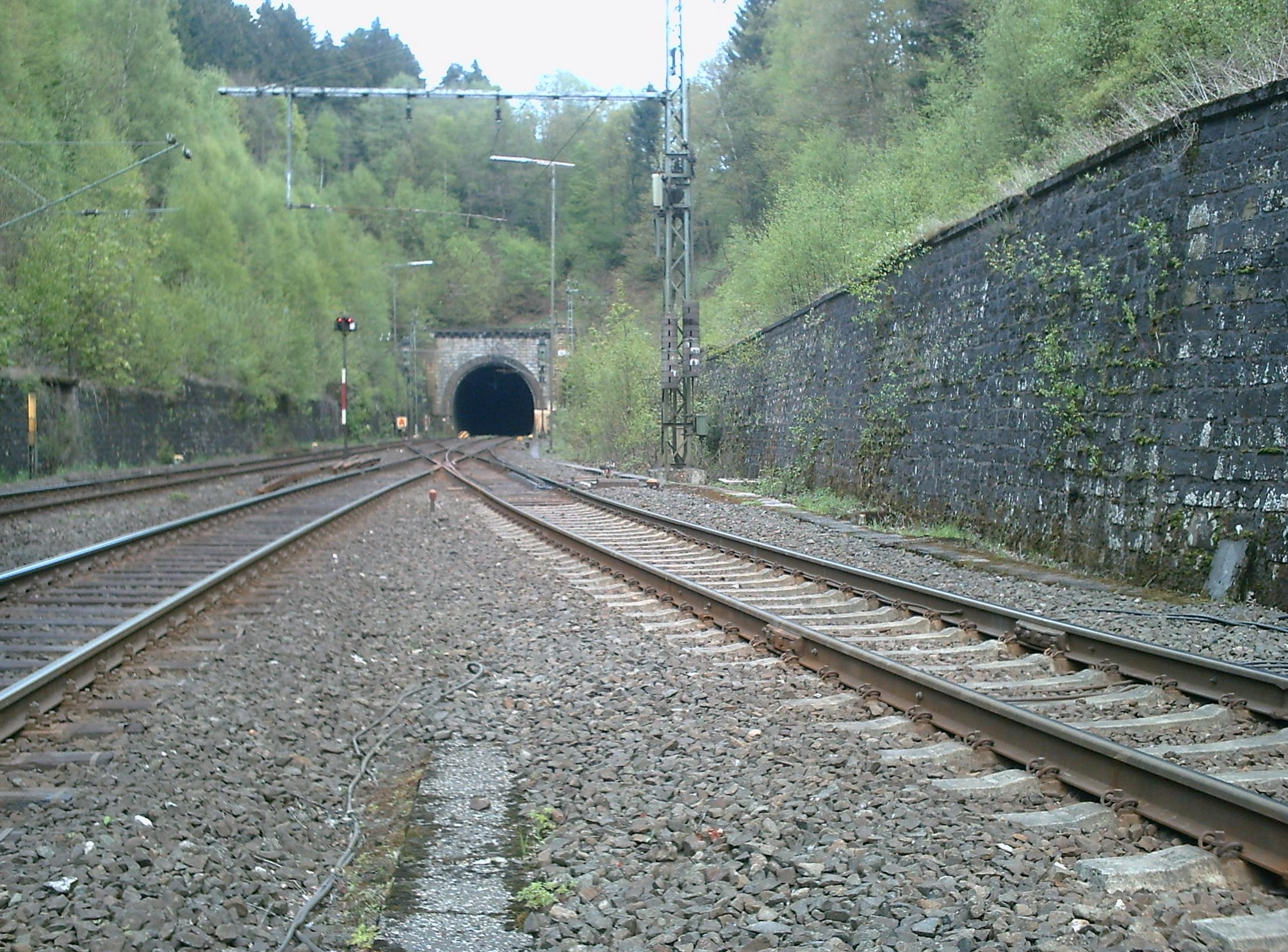
Rehbergtunnel, Westportal: Altenbeken, 2010

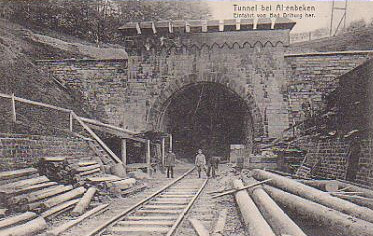
Rehbergtunnel, Ostportal: Langeland, 1909

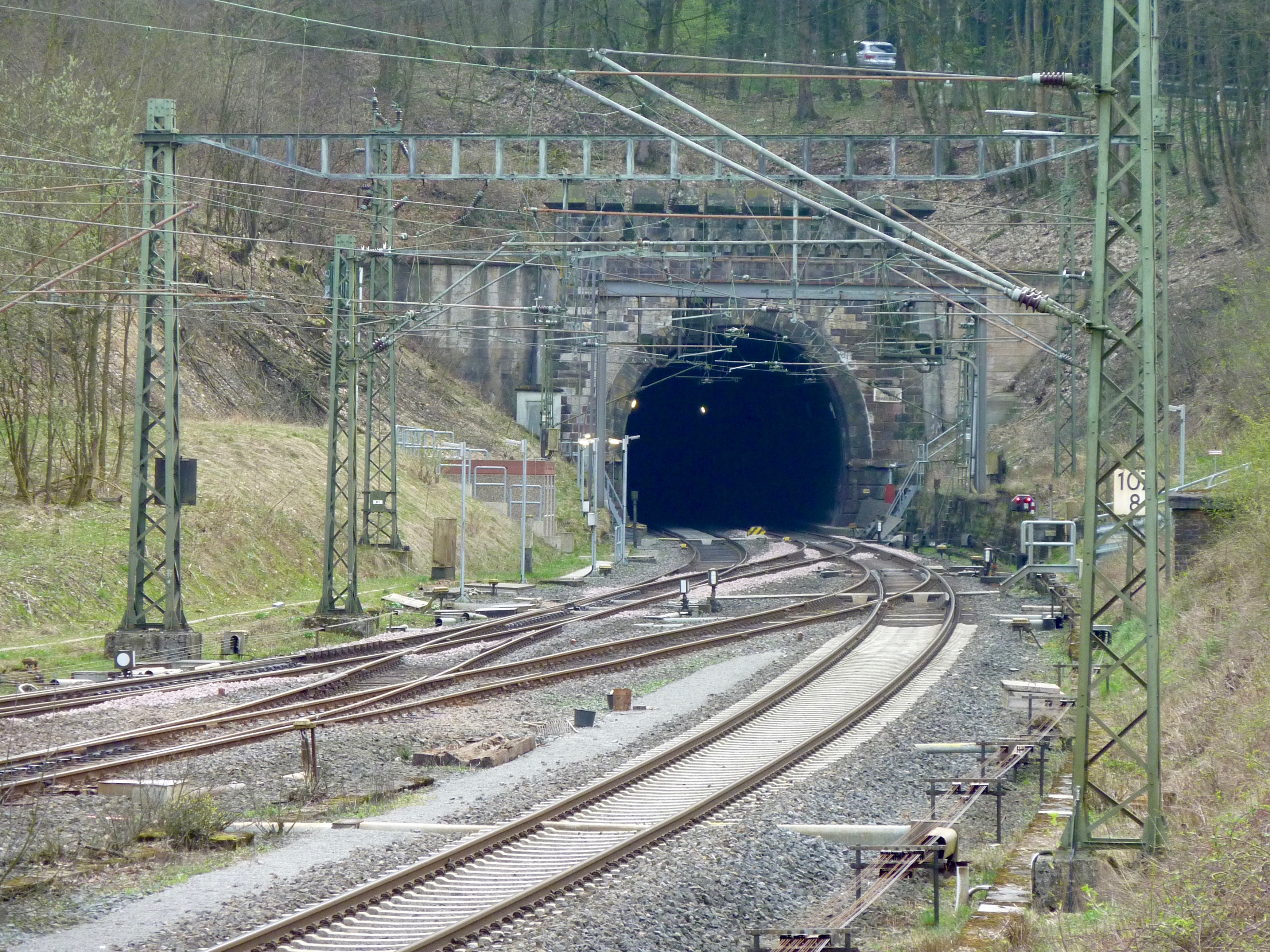
Rehbergtunnel, Ostportal: Langeland, 2017

Mit dem Bau wurde am 10. September 1861 begonnen. Zur Beschleunigung des Gesteinsaushubes wurde nicht nur von den beiden Tunnelportalen (Altenbeken auf der Westseite und Langeland auf der Ostseite) aus gearbeitet, sondern es wurden zusätzlich vier Schächte abgeteuft. Diese Schächte hatten eine lichte Weite von 2,50 m × 3,50 m und Tiefen zwischen 30 m und 92 m. Um den Aushub hochzuhieven, wurden zunächst Menschenkraft, später Pferde und zuletzt ausrangierte Dampflokomotiven eingesetzt. Üblicherweise hatten damals Lokomotiven noch Namen. In Erinnerung an die Hermannsschlacht im Jahr 9 n. Chr. kamen die Lokomotiven Varus, Arminius, Carolus und Wittekind zum Einsatz. Die Schächte waren bis zum 18. April 1862 fertiggestellt.
Die Bauarbeiten mussten zeitweilig wegen Wassereinbrüchen unterbrochen werden. Das Wasser konnte aber schließlich in eine Höhle, auf die man gestoßen war, abgepumpt werden (bis zu 500 l pro Stunde). Während des Baus kam es zu vier Gebirgsbrüchen, bei denen am 20. März 1863 ein Arbeiter und am 28. Mai 1863 zwei Arbeiter zu Tode kamen.
Tunnelwände und -decke wurden sogleich nach dem Durchstich ausgemauert, wobei im Abstand von 20 m Tunnelnischen geschaffen wurden. Am 19. Juni 1864 wurde unterhalb der Keupermulde der Schlussstein gesetzt.
Wegen der Gebirgsbrüche und der Wassereinbrüche stiegen die Gesamtkosten auf etwa das Dreifache des ursprünglich veranschlagten Betrags, nämlich auf 788.872 Taler. Nachdem bereits am 24. Juni 1864 die erste Lokomotive den Tunnel durchfahren hatte, konnte er am 1. Oktober 1864 offiziell in Betrieb gestellt werden.
Da der Rehbergtunnel noch mit der Hand ausgeschaufelt wurde, ist er im Innern sehr eng und nur so groß, dass die Züge hindurchpassen. Der Abstand zwischen Zug und Wand beträgt nur wenige Zentimeter. Vor allem bei der Durchfahrt mit Dampflokomotiven war das sehr unangenehm. Bei Bauarbeiten wurde aus diesem Grunde an einem Portal ein mobiler Großventilator aufgestellt, der Frischluft in den Tunnel förderte und die Arbeit halbwegs erträglich machte.

### Tunneleinsturz 1905
Nach starken Regenfällen in den vorhergehenden Wochen stürzte am frühen Sonntagmorgen des 23. Juli 1905 die Tunneldecke auf einer Länge von etwa 20 m ein. Ein aus Bad Driburg kommender Zug fuhr in die Schuttmasse hinein. Der aus Münster stammende Lokführer erlag später im Holzmindener Krankenhaus seinen inneren Verletzungen. Zwölf weitere Menschen erlitten Verletzungen. Der Bahnverwaltung zufolge war zwar der schlechte Bauzustand des Tunnels bekannt gewesen, sie hatte aber die erforderlichen Sanierungsmaßnahmen aus Kostengründen und wegen der hohen Zugfrequenz mit täglich rund 240 Durchfahrten zurückgestellt. Schon im Jahr 1864 hatte es beim Bau des Tunnels an dieser Stelle einen Einbruch gegeben, bei dem auch Arbeiter zu Tode gekommen waren.
Im Zuge der Wiederherstellungsarbeiten wurde sicherheitshalber die Tunneldecke auf einer Länge von 352 m herausgebrochen und verstärkt wiederhergestellt. Der preußische Eisenbahnminister hatte zwei unabhängige Sachverständige beauftragt und angeordnet, den Tunnel erst dann wiederzueröffnen, wenn alle sich bei der Untersuchung zeigenden Schäden beseitigt sind. Weil es während der Reparaturarbeiten zu weiteren Wassereinbrüchen und sogar zu einem weiteren Gewölbeeinbruch kam, nahmen die Arbeiten ein Jahr in Anspruch. Diesem zweiten Einbruch war ein Tagesbruch vorausgegangen, dessen Trichter sich mit Wasser gefüllt hatte, das am 19. Januar 1906 schließlich durch das Tunnelgewölbe einströmte. Dabei kamen drei Arbeiter zu Tode. In der Folge weigertern sich rund 35 Arbeiter aus Italien, weiter in dem Tunnel tätig zu sein. „Etwa 60 bis 70 der übrigen 200 haben mit der Forderung auf Lohnerhöhung und Arbeitszeitverkürzung die Arbeit niedergelegt“, meldete die Deister- und Weserzeitung. In der Folge wurde tatsächlich mehr Lohn gezahlt; es gab für die Arbeiter nun auch wasserdichte Anzüge.
Weil während der Sperrung des Tunnels vielen Bahnbenutzern die Ersatz-Busverbindung von Buke nach Bad Driburg bzw. der Umweg über Ottbergen nach Bad Driburg zu zeitaufwändig war, gingen viele Reisende zu Fuß über den Rehberg. Nachts wurde der Weg beleuchtet; an der oberirdischen Einbruchstelle des Berges standen Wärter rund um die Uhr Wache. In Langeland war sogar ein Bahnhofsrestaurant gebaut. Zur Weiterfahrt war am östlichen Tunnelportal ein Pendelverkehr eingerichtet worden.

### Zweiter Weltkrieg
Die Bombenangriffe der Alliierten auf Altenbeken in den Jahren 1944 und 1945 galten in erster Linie dem Viadukt. Es sind zwar auch mehrere Angriffe auf den Rehbergtunnel versucht worden, diese haben aber nur sehr wenig Schaden am Tunnel angerichtet. Altenbekener Bürger nutzten den Tunnel hingegen sogar als Zufluchtsort vor den Bombern.

### Elektrifizierung 1971
Nachdem am 11. Dezember 1970 die Elektrifizierung der Strecke Kassel–Hamm abgeschlossen war, konnte am 21. Mai 1971 auch die erste elektrische Lokomotive den Rehbergtunnel nach Hannover durchfahren.

### Sanierungen

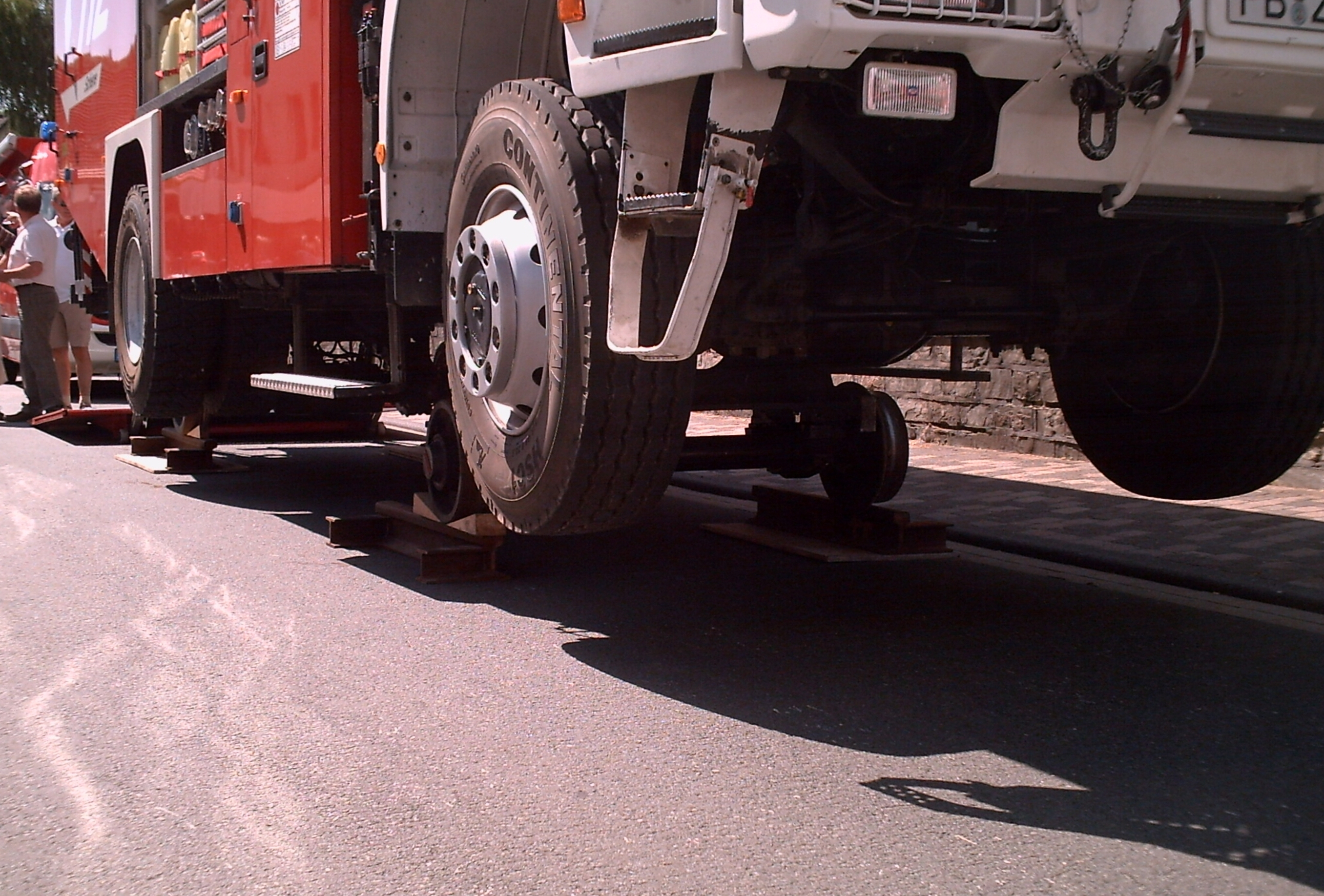
Hilfeleistungslöschfahrzeug 24/14-S der Altenbekener Freiwilligen Feuerwehr

In den Jahren 1976 und 1977 wurde der Tunnel auf seiner gesamten Länge saniert, wobei Maßnahmen zur besseren Entwässerung im Vordergrund standen. 
Eine weitere umfangreichere Sanierung erfolgte in der Zeit von 1984 bis 1987. Diese war nötig geworden, weil in mehreren Abschnitten Wasser und drückendes Gebirge dem gemauerten Tunnel stark zugesetzt hatten. Die Tunnelschale wurde auf einer Länge von 160 m durch Beton ersetzt. Ebenso wurden Hohlräume, die hinter der Ausmauerung bis zu 9 m in den Berg hinein reichten und bis zu 12 m lang waren, mit Beton verfüllt. Für diese Arbeiten waren zunächst 4,5 Millionen DM veranschlagt worden, sie kosteten dann aber 12,5 Millionen DM.
Die Altenbekener Freiwillige Feuerwehr erhielt im Mai 2000 von der Deutschen Bahn ein Zweiwegefahrzeug (Hilfeleistungslöschfahrzeug 24/14-S) speziell für den Einsatz im Rehbergtunnel und im nahe gelegenen Eggetunnel.
Im Jahre 2013 wurde der Rehbergtunnel erneut saniert. Zwischen Altenbeken und Himmighausen erneuerte die Deutsche Bahn neun Kilometer Gleise samt Unterbau und tauschte acht Weichen aus. Auch der Brandschutz im Tunnel inklusive des Fluchtweges zwischen den Gleisen und der Notbeleuchtung wurde dem Stand der Technik angepasst und die Entwässerung sowie die Verkabelung instand gesetzt. Seit dem Fahrplanwechsel im Dezember 2013 ist im Tunnel wieder eine Geschwindigkeit von 80 statt vorher 50 km/h erlaubt. Die Kosten beliefen sich auf insgesamt 22 Millionen Euro, davon 12 Millionen für den Tunnelabschnitt. Für die Zeit von 2. April 2013 bis 28. September 2013 wurde ein Schienenersatzverkehr eingerichtet.

## Bedeutung
Nach der Inbetriebnahme des Altenbekener Viadukts im Jahre 1853 wurde Altenbeken ab 1864 durch den Rehbergtunnel zu einem bedeutenden Eisenbahnknotenpunkt, weil neben der Ost-West-Verbindung Hamm–Warburg (und weiter nach Kassel) nun auch eine Verbindung nach Hannover bestand. Durch den Rehbergtunnel wurde außerdem die Voraussetzung zum Anschluss des Kreises Lippe (früher Kreis Detmold) über die im Jahre 1880 in Betrieb genommene Bahnstrecke Herford–Himmighausen geschaffen.